# 「パンチライン」オリジナルサウンドトラック
「パンチライン」オリジナルサウンドトラックは、テレビアニメ「パンチライン」のサウンドトラック。

## 概要
フジテレビ「ノイタミナ」枠他にて放送のテレビアニメ『パンチライン』の劇中楽曲を収録した2枚組オリジナル・サウンドトラック。小室がアニメーションの劇伴を手がけるのは2004年の『ゾイドフューザーズ』以来、およそ11年ぶりである。音源はTM NETWORKの全国ツアー中の合間を縫って制作された。小室がライブツアー中にも関わらずオファーを受けた理由として「自分の音楽のマーケットリサーチなんです。この作品の視聴者は自分にとってはもう第3・第4世代と思っています。彼らが本作を見終わって『劇伴がいつも違う感じがする、何だかわからないけど音楽が面白い』と感じてくれたら今回のシナジーは成功したと思います」と話している。テレビアニメーションのBGMとしては珍しく、派手目なエレクトロニックダンスミュージック (EDM) が多く収録されている。

## 収録曲

### Disc.1
1. Strange Juice (Dispatch)
2. Strange Juice (Action)
3. Crisis
4. Pressure
5. Suspense
6. O・B・E
7. Destruction
8. Nervous
9. Agility
10. Odd Man
11. State of Tension
12. Other Dimension
13. Searchin’
14. Sacred Thing
15. Invisible Fear
16. Keep Calm
17. Victim
18. Q-may
19. MOD
20. Appearance
21. Ordinary Days
22. Simple Mind
23. Feel Down
24. Fear
25. Deep in the Past
26. Affection

### Disc.2
1. Theme for PUNCH LINE
2. Theme for PUNCH LINE (Think and Think)
3. CHIRANOSUKE
4. MUHI
5. KAMENISHI-KUN
6. Mysterious Person
7. LOVERA
8. Comical (slow)
9. Comical (Medium)
10. Comical (Up)
11. Our Life
12. Human
13. Concentration
14. Unity